# Ceanothus prostratus
Ceanothus prostratus är en brakvedsväxtart som beskrevs av George Bentham. Ceanothus prostratus ingår i släktet Ceanothus och familjen brakvedsväxter. Utöver nominatformen finns också underarten C. p. prostratus.